# Trichosteleum ruficaule
Trichosteleum ruficaule là một loài Rêu trong họ Sematophyllaceae. Loài này được (Thwaites & Mitt.) B.C. Tan miêu tả khoa học đầu tiên năm 1991.